# تلیس اسکالرز
تَلیس اسکالرز (انگلیسی: The Tallis Scholars) یک گروه موسیقی حرفه‌ای بریتانیایی در زمینهٔ موسیقی کهن کلاسیک است که ده عضو اصلی دارد و معمولاً در هر اجرا، دو خواننده اصلی به هنرنمایی می‌پردازند. تخصص این گروه در اجرای آکاپلای آوازهای مذهبی است.
این گروه را پیتر فیلیپس در سال ۱۹۷۳ بنیان نهاد و با اجراهایی موفقی که از آن زمان تا کنون داشته‌اند، یکی از برجسته‌ترین گروه‌های موسیقی در زمینهٔ پُلی‌فونی موسیقی رنسانس محسوب می‌شوند.
آنها در شناساندن آثار کُرال توماس تالیس، پالسترینا، کریستوفر تای، ویکتوریا و ویلیام برد نقش به‌سزایی داشته‌اند.
تَلیس اسکالرز در سال ۱۹۸۷ میلادی برندهٔ جایزه گرامافون شد.